# Jan Phyl Village
Jan Phyl Village è un census-designated place (CDP) degli Stati Uniti d'America, situato in Florida, nella contea di Polk.